# Districte de Dhar
El districte de Dhar és una divisió administrativa de Madhya Pradesh. La capital és Dhar (ciutat). La superfície del districte és de 8.153 km² i la població d'1.740.577 habitants (cens del 2001). Les muntanyes Vindhya creuen el districte d'est a oest. Els rius principals són el [Mahi] i els seus afluents, i el Chambal; al sud de les muntanyes Vindhya hi ha la vall del Narbada i al nord l'altiplà de Malwa. L'antic estat de Dhar formà el districte després de la independència.
Està format per cinc subdivisions amb 13 blocks de desenvolupament:
- Dhar
  - Dhar
  - Nalchha
  - Tirla
- Sardarpur
  - Sardapur
- Badnawar
  - Badnawar
- Manawar
  - Manawar
  - Dharampuri
  - Umarban
  - Nisarpur
- Kukshi
  - Kukshi
  - Dahi
  - Gandhwani
  - Bagh
  - Badnawar

I set tehsils:
- Dhar
- Badnawar
- Dharampuri
- Sardarpur
- Manawar
- Kukshi
- Gandhwani